# Отоне Орсеоло
Отоне Орсеоло (на италиански: Ottone Orseolo, също Urseolo), (ок. 993 - † 1032) e двадесет и седми дож на Република Венеция от 1009 до 1026 г.
Отоне е от фамилията Орсеоло, син на двадесет и шестия дож Пиетро II Орсеоло (упр. 991-1009) и на Мария Кандиано, дъщеря на двадесет и четвъртия дож Витале Кандиано.
На 12 години баща му го прави съ-дож, след като по-големият му брат Джовани умира от чума. Отоне е кръстен от немския император Ото III.
Отоне се жени през 1003 г. за Илона (според някои източници Гизела или Мария), дъщеря на унгарския велик княз Геза Унгарски от рода Арпади и сестра на крал Стефан I Унгарски. Синът на Отоне, Пиетро Орсеоло, е определен от Стефан за негов наследник като унгарски крал и управлява Унгария от 1038 до 1041 г. и после след тригодишно прекъсване от 1044 до 1046 г.
Благородниците на Венеция изпращат Отоне Орсеоло и неговия брат Орсо Орсеоло, назначен от него за патриарх на Градо, в изгнание в Истрия. Той е върнат и втори път го изпращат в изгнание, този път с обръсната брада в Константинопол. През 1032 г. Отоне Орсеоло отново е избран за дож, но умира в Константинопол.

## Деца
- Петер Орсеоло, крал на Унгария
- Фроца (или Фровила, преименувана на Аделхайд, † 17 февруари 1071), омъжена за маркграф Адалберт († 26 май 1055) от рода Бабенберги, маркграф на Остаричи.